# Le Seigneur des anneaux : L'Âge des conquêtes
 (septembre 2017).
Si vous disposez d'ouvrages ou d'articles de référence ou si vous connaissez des sites web de qualité traitant du thème abordé ici, merci de compléter l'article en donnant les références utiles à sa vérifiabilité et en les liant à la section « Notes et références ».
Le Seigneur des Anneaux : L'Âge des conquêtes est un jeu vidéo développé par Pandemic Studios et édité par Electronic Arts. Il est disponible depuis le 15 janvier 2009 sur Windows, PlayStation 3, Xbox 360 et Nintendo DS. Il est basé sur la trilogie de Peter Jackson et son gameplay est similaire à celui de Star Wars: Battlefront. Le jeu consiste à prendre part à la guerre de l'Anneau, du côté des Peuples Libres ou des forces de Sauron.
Weta Digital a participé au développement du jeu.

## Modes de jeu

### Campagnes
Le jeu contient deux campagnes : celles du bien et du mal. Celle du bien commence durant la guerre de la Dernière Alliance, et suit le parcours de la Communauté de l'Anneau, du Gouffre de Helm à la Porte Noire. Celle du Mal est inédite, et part du principe que Sauron parvient à récupérer l'Anneau Unique. Le premier niveau consiste à tuer Frodon, prendre l'Anneau et le ramener à Sauron.
Les campagnes sont narrées par Hugo Weaving, qui interprète Elrond dans les films de Peter Jackson.

### Multijoueur
Il existe quatre modes de jeu en multijoueur : Conquête ; Capture du drapeau ; Combats à mort entre héros et aussi sans héros ; et un dernier mode de jeu opposant Frodon aux autres joueurs, qui sont des Nazgûl et doivent lui prendre l'Anneau. On pourra jouer jusqu'à 4 en mode coopératif hors ligne et jusqu'à 16 en ligne.
Par souci de rentabilité, les serveurs de ce jeu sont actuellement fermés. Il est donc impossible de jouer en ligne.

## Unités

### Classes
Il y a quatre classes: guerrier (combat en mêlée avec une épée), archer (combat à distance avec un arc), éclaireur (combat avec armes légères, capacité de camouflage) et mage (usage de la magie).

#### Guerrier
Le guerrier constitue la classe la plus robuste et il cause beaucoup de dégâts au corps à corps. Il est équipé d'une épée, qui peut être utilisée en épée de feu, et d'une hache, que le guerrier peut lancer sur les ennemis à distance. Il peut utiliser son épée en position défensive.
Le guerrier est efficace au combat rapproché et a une bonne défense, cependant, il est relativement lent et il peut difficilement se sortir d'un combat qui tourne à son désavantage. Par exemple, si une grande quantité d'ennemis l'encercle, il peut soit se mettre en position de défense, soit lancer sa hache sur l'un des adversaires, soit tenter le tout pour le tout et attaquer les ennemis.

#### Archer
L'archer est l'unité idéale pour le tir à distance. S'il est placé en hauteur ou un peu en retrait du champ de bataille, il peut arroser de flèches les ennemis. En plus de ses flèches normales, l'archer peut enflammer ses flèches pour provoquer une explosion sur la cible et causer beaucoup de dégâts. Il a également la possibilité d'envoyer des flèches empoisonnées qui feront perdre peu à peu sa santé à la victime. Enfin, il peut tirer trois flèches en même temps sur les adversaires les plus proches.
Si l'archer est confronté à un combat au corps à corps, il peut renverser son adversaire d'un coup de pied et ensuite prendre la fuite rapidement.

#### Mage
Le mage maîtrise des capacités magiques et est une unité indispensable sur le champ de bataille. Tout d'abord, il peut préparer une puissante décharge électrique qu'il peut soit délivrer sur un ennemi qui se mettra sur son chemin ou la charger pour qu'elle touche plusieurs ennemis en chaîne. Ensuite, il peut lancer une boule de feu sur un groupe de soldats. Puis, s'il se retrouve au milieu de plusieurs ennemis, le mage peut provoquer un champ de force sur le sol qui propulsera les soldats en l'air. Enfin, il peut tout simplement utiliser son bâton en combat rapproché.
Mais les capacités du mage ne s'arrêtent pas là ! Il possède un bouclier de force qui protègent tous les alliés à proximité contre les projectiles ennemis. Le mage peut également se soigner lui-même et soigner les alliés. Cependant, le mage n'a pas une très bonne défense et il peut se faire tuer en quelques coups d'épées. Il est donc impératif pour les autres soldats de protéger les mages, car ils sont d'une grande utilité.

#### Éclaireur
L'éclaireur a peu de points de vie mais est extrêmement rapide. Il peut enchaîner ses attaques et mettre à terre ses adversaires rapidement. Il dispose de plusieurs possibilités pour échapper à l'ennemi. Il peut lancer des bombes sur les soldats pour les projeter à terre. Aussi, il peut utiliser sa compétence camouflage et devenir invisible. Ainsi, il peut se faufiler dans le dos de ses adversaires et utiliser le "Coup Sournois", qui consiste à poignarder la victime dans le cœur.
L'éclaireur reste cependant vulnérable aux flèches et aux coups d'épées des guerriers. Il doit donc parfois favoriser la fuite plutôt que le combat contre certains adversaires.

### Races
Huit races ont été confirmées : Gondoriens, Rohirrim, Elfes, Haradrim, Orques, Uruk-hai, Orientaux et Hobbits.

### Héros
Comme dans Star Wars Battlefront, il y a des Héros, bons ou mauvais. Neuf héros du Bien ont été confirmés : Aragorn, Gandalf, Gimli, Legolas, Frodon, Elrond, Faramir, Isildur et Éowyn. Huit héros du Mal ont été confirmés : Sauron, le Roi-Sorcier d'Angmar, le Balrog, Saroumane, Gríma, les Nazgûl, la Bouche de Sauron et Lurtz.
Un contenu supplémentaires téléchargeable sur le Xbox Live et le Playstation Network contient trois héros, Boromir, Arwen et Gothmog ainsi que deux cartes, Amon Hen et la bataille de la Dernière Alliance.
Sur Nintendo DS, le roi Théoden est aussi jouable dans le mode histoire.

#### Aragorn
Aragorn est un héros du Bien. Il appartient à la classe des Guerriers. Il possède l'épée Andùril et peut utiliser ses pouvoirs pour vaincre l'ennemi.
Il est jouable dans les matchs à mort par équipe sur les cartes suivantes :
- Le Gouffre de Helm
- Minas Morgul
- La Comté

#### Gandalf
Gandalf est un héros du Bien. Il appartient à la classe des Mages. Il peut utiliser à la fois son bâton de magicien et l'épée Glamdring pour se battre. Ses pouvoirs de guérison, ses éclairs, ses boules de feu et son pouvoir de projection sont considérablement plus puissants qu'un simple Mage.
Il est jouable dans les matchs à mort par équipe sur les cartes suivantes :
- Minas Tirith
- Minas Morgul
- La Comté

#### Sauron
Sauron est un héros du Mal. Il appartient à la classe des Guerriers. Ce Maia devenu Maître des Ténèbres possèdent les pouvoirs de l'Anneau Unique et est extrêmement puissant.
Il est jouable dans le mode "Essor de Sauron" sur les cartes suivantes :
- Fondcombe
- La Comté

Et Il est aussi jouable en mode conquête sur la carte suivante:
- Montagne du Destin

#### Saroumane
Saroumane est un héros du Mal. Il appartient à la classe des Mages. Le Maître de l'Isengard est, comme Gandalf, un magicien très puissant et il possède des pouvoirs décuplés par rapport aux simples mages.
Il est jouable dans les matchs à mort par équipe sur les cartes suivantes :
- Isengard
- Gouffre de Helm
- Minas Morgul
- La Comté

## Cartes
- Gouffre de Helm
- Fondcombe
- Minas Tirith
- Sommet de Minas Tirith
- Minas Morgul
- Mines de la Moria
- La Porte Noire
- Mont Venteux
- Montagne du destin
- La Comté
- Les Champs de Pelennor
- Osgiliath
- Isengard
- Amon Hen (par contenu téléchargeable)
- La Bataille de la Dernière Alliance (par contenu téléchargeable)